# P200
Nello studio delle neuroscienze, il P200 visivo (P2) è un elemento o caratteristica della forma d'onda del potenziale evento-correlato (Event Related Potential, ERP) misurato sul cuoio capelluto, come avviene con altri cambiamenti di potenziale. Questo corrisponde a quella parte di pelle che si estende dalle sopracciglia alla nuca e che, lateralmente, è ancorato a ciascun orecchio.
Si ritiene che rifletta l'attività post-sinaptica di uno specifico processo neurale espressa dai potenziali evento-correlati (ERP), che sono uno degli strumenti più comunemente utilizzati per valutare l'elaborazione cognitiva con un'alta risoluzione temporale.
La componente P2 prende la definizione dal potenziale elettrico positivo che raggiunge il picco a circa 200 millisecondi (con una variazione tra circa 150 e 275 ms) a seguito del contatto con uno stimolo esterno semplice e discreto, presentato da un piccolo numero di posizioni prevedibili. 
Essa è spesso da ritrovarsi nelle aree centro-frontali e parieto-occipitali del cuoio capelluto: in genere si osserva al massimo intorno al vertice (regione frontale) dello scalpo; tuttavia, presenta alcune differenze topografiche negli studi ERP in diverse condizioni sperimentali. Ad esempio, nei soggetti con schizofrenia, sebbene la topografia della P2 si sviluppi similmente a quella di soggetti non schizofrenici (fino a quando viene raggiunto il picco di 192 ms); da 204 ms in poi emerge un’evidente asimmetria. Questa risulta inversa a quella di soggetti non schizofrenici, con una maggiore positività riscontrata nelle regioni dello scalpo di destra rispetto a quelle di sinistra
La ricerca sulla P2 visiva è in una fase iniziale rispetto ad altre componenti ERP più consolidate e molte altre informazioni potranno emergere dagli ulteriori studi futuri. La maggior parte della difficoltà nel caratterizzare chiaramente questi elementi è causata dal fatto che sembra essere modulata da un numero elevato e diversificato di compiti cognitivi. 
Da un punto di vista funzionale, sembra esserci un parziale accordo tra i ricercatori sul fatto che rappresenti un aspetto dell'elaborazione percettiva di ordine superiore, modulata dall'attenzione.
È noto che la P2 è tipicamente elicitata come parte della normale risposta agli stimoli visivi ed è stata studiata in relazione alla ricerca e all'attenzione visiva, alle informazioni sul contesto linguistico e agli effetti di memoria e ripetizione
L'ampiezza del picco della forma d'onda può essere modulata da molti aspetti diversi degli stimoli visivi, il che consente di utilizzarla per studi sulla cognizione visiva e sulle malattie, come si può osservare nell’ambito dei disturbi ossessivo-compulsivi. Per iniziare, un aumento dell'ampiezza di P2 denota un'attenzione accentuata per gli stimoli irrilevanti. Gli studi mostrano come i pazienti affetti da disturbo ossessivo-compulsivo presentino un'ampiezza P2 più elevata agli stimoli frequenti, che non è correlata né alla gravità né alla cronicità della malattia.
Questa anomalia potrebbe indicare che i pazienti con disturbo ossessivo-compulsivo sono sopraffatti da stimoli irrilevanti e non possono ignorarli, pertanto, mostrano una percezione aumentata dei medesimi ed una mancata assuefazione a quelli frequenti che non sono correlati al compito richiesto al paziente. Ciò sottolinea la disattenzione verso gli stimoli rilevanti per il compito (target), poiché i pazienti non possono ignorare gli stimoli irrilevanti (frequenti) a causa di un'attenzione selettiva disturbata e di una maggiore interferenza con l'elaborazione delle informazioni
In generale, la P2 può essere una parte del sistema di corrispondenza cognitiva che confronta gli input sensoriali con la memoria immagazzinata.

## Storia
Le prime menzioni di una componente ERP simile a quella della moderna P2 sono state caratterizzate in studi sui potenziali evocati visivi e uditivi di base. Uno dei primi di questo tipo prevedeva la presentazione di luci lampeggianti durante la quale gli stimoli sono stati presentati da un display visivo, costituito da una matrice di diodi a emissione luminosa (LED), posto al centro di una lavagna nera (70 X 70 cm) a una distanza di 90 cm dagli occhi del soggetto.
Utilizzando questo metodo, i ricercatori hanno riscontrato che una serie di variazioni di potenziale venivano osservate in modo costante nel corso di prove ripetute. In seguito, questi cambiamenti sarebbero stati classificati come componenti della risposta evocata visiva (VER), una parte della quale comprende la P2.
La P2 segue le forme d'onda visive N1 (o uditive N100) e P1 (negatività e positività rispettivamente a 150 e 100 ms) ed è seguita dalle forme d'onda N200, P300 e N400. 
La componente P300 del potenziale medio evocato nell’essere umano è stata associata a una serie di variabili dello stimolo e del soggetto, come la trasmissione delle informazioni e la salienza dello stimolo. Viene emessa dal cervello in risposta sia a eventi presenziati che sono sorprendenti (con una bassa probabilità soggettiva) sia a eventi non presenziati che producono orientamento.
La componente N400 dell'ERP è invece considerata un segnale elettrofisiologico per la comprensione del linguaggio, dove il contesto costruito dalle parole usate in precedenza ha un ruolo importante.
Riflette dunque i processi coinvolti nel riconoscimento delle parole senza l'aiuto del contesto ed è visibile più chiaramente nelle forme d'onda ERP che seguono un finale di frase semanticamente incongruo.
Altre componenti possono sovrapporsi alla P2 in una certa misura, rendendo difficile distinguerle chiaramente, a seconda del luogo di misurazione. In origine, la P2 era considerata un sottocomponente di un complesso che coinvolgeva N1, P1 e P2, noto come “potenziale di vertice” e studiato classicamente come un fenomeno unitario.
In particolare, si riteneva importante la relazione tra N1e P2, la cui differenza, nota come “ampiezza del vertice”, è risultata significativamente più grande per gli stimoli target rispetto a quelli non target e per il compito di commutazione rapida dell'attenzione.
Ulteriori studi hanno successivamente esaminato la P2 separatamente dall'N1 e hanno scoperto che l'ampiezza della stessa P2 è più grande per gli stimoli target che sono meno frequenti. Si tratta di un fenomeno simile a quello della P3 (anche se la P2 è di solito osservata per caratteristiche più semplici rispetto alla P3).
Nel dominio uditivo, è stato dimostrato un aumento dell'ampiezza della P2 anche quando uno stimolo target non è inserito in una serie di stimoli identici. In questi casi, l'aumento dell'ampiezza della P2 è stato associato all'apprendimento uditivo e all'esposizione ripetuta agli stimoli come, per esempio, è stato anche segnalato in musicisti con un'ampia esperienza di ascolto e in esperimenti di addestramento uditivo in laboratorio.
Un dato significativo è che le variazioni dell'ampiezza della P2 sono talvolta indipendenti dalle variazioni dell'ampiezza dell'N1, il che suggerisce ancora una volta un certo grado di indipendenza dall'N1. Le latenze e le ampiezze della P2 sembrano essere influenzate anche dalla vecchiaia.
In termini di modalità, la P2 visiva è simile alla P2 uditiva ed entrambe sono state studiate in contesti simili.
Molto probabilmente esistono più P2 distinte in diverse modalità, comprese le P2 visive frontali e posteriori, che possono avere o meno origini simili o somiglianze funzionali. Non è ancora chiaro se le P2 visive, uditive o di altro tipo riflettano le stesse attività funzionali e neurali.

### Caratteristiche delle componenti
Gli emisferi cerebrali destro e sinistro contribuiscono alla comprensione del linguaggio, e le differenze nella loro elaborazione possono derivare da distorsioni nel modo in cui i due emisferi conservano le informazioni relative alle parole.
La P2 costituisce la parte della risposta sensoriale a uno stimolo visivo ed è associata ad una elaborazione percettiva e attenzionale di ordine superiore. È aumentata per gli stimoli visivi ripetuti, rispetto a quelli nuovi, durante gli studi sul priming implicito e sulla memoria esplicita a brevi intervalli di ritenzione.
Può essere inoltre indice di processi percettivi impliciti di ordine superiore che si presentano quando uno stimolo è confrontato con rappresentazioni mentali immagazzinate nella memoria, memorizzate, oppure costruite a partire da un contesto linguistico, e confrontato infine con le aspettative derivate dal contesto. La presenza di essa si rivela nella forma d'onda dell'elettroencefalogramma (EEG) registrata agganciando temporalmente i dati dei trial all'inizio dello stimolo, in paradigmi appropriati. Il fatto che questa forma d'onda appare stabile in prove simili suggerisce che si tratta di una risposta significativa a un determinato stimolo.
Quando si prendono in considerazione elettrodi attaccati ai lobi delle orecchie dei partecipanti, la P2 visiva può essere rilevata in siti anteriori e centrali dello scalpo e solitamente è massima nella regione frontale.
La P2 più posteriore è stata studiata in relazione alla complessità visiva nell'elaborazione del linguaggio, nei compiti di ricerca visiva e nei paradigmi di memoria e ripetizione. La componente è evocata come parte della normale risposta agli stimoli visivi, ma fattori esogeni (stimoli visivi ripetuti) ne possono influenzare l'ampiezza e la latenza (ritardo tra lo stimolo e la risposta). Questa componente è stata collegata a processi percettivi e attenzionali di ordine superiore (analisi delle caratteristiche delle figure geometriche e delle parole presentate visivamente). La funzione esatta e la fonte neurale della P2 non sono ancora note, ma alcuni studi indicano che essa può riflettere processi neurali generali che si verificano quando un input visivo (o di altro tipo sensoriale) viene confrontato con una rappresentazione interna o un'aspettativa nella memoria o nel contesto linguistico.
Attraverso la soppressione delle caratteristiche del distrattore, la P2 riflette l'attenzione selettiva. 
In condizioni efficienti, l'attenzione selettiva lascia solo un elemento per la corrispondenza successiva con il bersaglio, in quanto i distrattori non ne posseggono le caratteristiche.
In condizioni inefficienti, nell'attenzione selettiva nessun elemento è eliminato, dato che tutti questi possiedono almeno una caratteristica con il bersaglio. Quindi, quest’ultimo non sempre è possibile da individuare per vari tentativi di abbinamento. In questo caso, i potenziali di picco medi saranno più bassi ma allo stesso tempo più distribuiti nel tempo.

## Principali paradigmi
La P2 è stata generalmente esaminata nel contesto della percezione, ponendo particolare attenzione alle modalità di valutazione degli stimoli.
Per questo motivo, si è cercato di capire come le manipolazioni degli stimoli sensoriali modulino le caratteristiche della P2 attraverso diversi paradigmi in esperimenti.
Gli ambiti della P2 visiva riguardano i paradigmi di priming visivo, i paradigmi oddball (in cui l'ampiezza è aumentata rispetto ai target) e gli studi sulla ripetizione nel linguaggio. 
Il paradigma della ricerca visiva è uno tra i più studiati per quanto riguarda la P2 visiva e mette alla prova percezione, attenzione, memoria e selezione delle risposte. Nello specifico, i partecipanti devono focalizzare la loro attenzione su un punto centrale dello schermo. A questo punto, ricevono un segnale che indica l'identità di uno stimolo target e, dopo un ritardo, viene presentata anche una serie di oggetti.
I partecipanti che devono identificare la posizione dello stimolo bersaglio rispondono premendo un pulsante o utilizzando un altro metodo. Le prove sono classificate come "efficienti" o "inefficienti" sulla base del rapporto tra stimoli target e quelli non, anche definiti "distrattori". Nel caso di array di ricerca efficienti, l'oggetto o gli stimoli target non hanno alcuna caratteristica in comune con i distrattori di questo. Allo stesso modo, in un array inefficiente, i target condividono una o più caratteristiche con i "distrattori". Quindi, l’attenzione selettiva (P2), che è basata sulle informazioni delle caratteristiche, fornisce un meccanismo rapido per ridurre lo spazio di ricerca.
La P2 visiva è stata studiata nel contesto del paradigma del priming visivo (un fenomeno per cui l'esposizione a uno stimolo influenza la risposta a uno stimolo successivo, senza una guida o un'intenzione consapevole), che cerca di capire come le informazioni precedenti modellino la risposta futura.
La maggior parte degli studi elettrofisiologici sull'attenzione e sulla percezione visiva ha utilizzato stimoli semplici e discreti presentati in un piccolo numero di posizioni prevedibili. Gran parte dell'elaborazione visiva naturale riguarda la discriminazione di oggetti che sono posizionati in modo imprevedibile e che devono essere localizzati e identificati all'interno di complesse matrici di elementi potenzialmente distraenti e irrilevanti. 
In questi compiti, vengono presentate matrici contenenti più elementi di stimolo e i soggetti devono indicare se un elemento target predefinito è presente o meno tra i distrattori non-target.
In questo disegno sperimentale, dopo aver presentato ai partecipanti un’immagine o una parola seguita da un ritardo e da uno stimolo, gli viene chiesto di effettuare una classificazione. I ricercatori hanno utilizzato il paradigma della ricerca visiva con array di stimoli e hanno scoperto che quelli target suscitavano componenti P2 anteriori più grandi rispetto agli standard. Questa evidenza suggerisce che l'elaborazione delle informazioni top-down sulla classificazione delle caratteristiche ha influenzato quella nella fase di percezione visiva. Pertanto, la P2 può indicizzare i meccanismi di attenzione selettiva, l'individuazione delle caratteristiche (compresi colore, orientamento, forma, ecc.) e altre fasi iniziali della codifica degli elementi.
Il riconoscimento visivo delle parole è un processo complesso in cui molteplici livelli di informazione lessicale tra cui ortografia, fonologia e semantica, si sviluppano nel tempo. È fondamentale dunque comprendere i tempi di queste attivazioni lessicali. Gli studi comportamentali dimostrano generalmente un accesso fonologico rapido e precoce nella lettura delle parole inglesi. Con un'eccellente risonanza temporale, anche i potenziali evento-correlati (ERP) hanno informato molto sull'elaborazione online durante il riconoscimento delle parole e hanno identificato diverse componenti legate all'elaborazione fonologica, tra cui quella positiva precoce P2 e quella negativa tardiva N400.
È stata esaminata l'elaborazione fonologica nel riconoscimento delle parole in cinese, ponendo una particolare attenzione sulla componente P2 che si verifica circa 200 ms dopo la comparsa dello stimolo.
Ad esempio, è stato riscontrato che: l'effetto P2 era maggiore quando due parole di una coppia non corrispondevano sia dal punto di vista ortografico sia da quello fonologico, intermedio quando non corrispondevano in una ma corrispondevano nell'altra, e minore quando corrispondevano in entrambe. I loro risultati suggeriscono che la P2 indicizza l'attivazione precoce dell'ortografia, della fonologia e della loro interazione
Sono necessarie ulteriori prove per comprendere meglio il significato funzionale della P2 in relazione all'elaborazione fonologica nelle lingue alfabetiche. 
Nella P2 uditiva, il principale paradigma che viene utilizzato fa riferimento al compito uditivo oddball, durante il quale vengono mostrati ai partecipanti diversi stimoli uditivi, tra cui stimoli standard frequenti e stimoli target poco frequenti. Viene inoltre richiesto ai partecipanti di ignorare gli standard frequenti e di rispondere invece ai target infrequenti. I soggetti sono stati istruiti a rilassarsi e di rispondere il più rapidamente possibile ai suoni target premendo la barra spaziatrice del computer. I suoni sono stati presentati alla frequenza di 1/1,1 s. Le latenze delle componenti sono state definite e segnate manualmente come segue: N100 - il picco più negativo tra 50 e 200 ms; P2 - il primo picco positivo importante dopo N1; P3 - il picco positivo più grande tra 250 e 500 ms.
In conclusione, all'aumento dell'attenzione del soggetto si verifica una diminuzione dell'ampiezza della P2. L'aumento dell'attenzione diminuisce, infatti, la quantità di spazio di ricerca (o il numero di associazioni che devono essere fatte) e può facilitare la classificazione delle caratteristiche nella ricerca visiva durante la fase di elaborazione percettiva. 

## Sensibilità funzionale

### Caratteristiche generali degli stimoli
Il paradigma della ricerca visiva ha dimostrato che le caratteristiche come il colore, la grandezza e l’orientamento di uno stimolo hanno un ruolo fondamentale nell’elicitare l’effetto P2 visto durante i trial della ricerca efficiente. Altre caratteristiche, come attenzione, ripetitività e probabilità dello stimolo impattano l’ampiezza del P2.
Un’ulteriore caratteristica impattante è la valenza positiva o negativa dello stimolo: l'ampiezza della P2 è risultata più elevata in risposta a stimoli negativi rispetto a stimoli positivi in diverse posizioni elettrodiche.
La diversità di questi fattori tende a suggerire che la P2, come risposta, è multidimensionale rispetto alla sua sensibilità alle caratteristiche dello stimolo.

### Memoria
I ricercatori hanno trovato evidenze che la P2 è coinvolta nei processi di memoria: differenze nella sua ampiezza di picco suggeriscono che le differenze distribuzionali anteriori e posteriori sono elicitate durante la codifica di parole per compiti di memoria elaborativi e di rotazione.
Nel codificare le parole durante entrambi i compiti, i partecipanti che successivamente avrebbero rievocato meno, hanno generato ampiezze frontali maggiori e parietali/occipitali minori rispetto a quelli che avrebbero rievocato in misura maggiore. Inoltre, i ricercatori hanno scoperto che la P2 (che si sovrappone alla P3) è elicitata in un compito di digit span quando i partecipanti sentono l’ordine inverso di una serie di digit che avevano precedentemente ascoltato. Questo indica che la P2 è sensibile alla working memory a breve termine così come al riconoscimento.
Il meccanismo di gating della P2 è correlato all'allocazione dell'attenzione e alla consapevolezza iniziale di uno stimolo, poiché è stato visto che, una volta evocata da stimoli uditivi in compiti di ascolto passivo, potrebbe riflettere l'allocazione precoce dell'attenzione e l'esperienza cosciente iniziale dello stimolo stesso.
Mentre questi studi non hanno natura visiva, la relazione della forma d’onda generale rispetto alla capacità mnemonica potrebbe avere applicazioni cliniche che coinvolgono componenti di P2 sia visive che non visive, e punta verso una consistente relazione tra i due. Infatti, i ricercatori hanno trovato simili effetti di memoria per le parole presentate visivamente, così come un effetto di ripetizione per parole che sono state studiate solamente nel campo sinistro (codificate nell'emisfero destro). L’ampiezza della P2 è risultata maggiore per parole viste precedentemente; ciò indica che è modulata da aspetti di riconoscimento e che è presente una differenza emisferica (che potrebbe essere importante per il linguaggio).

### Volti
La P2 è stata studiata anche in esperimenti di natura visiva che hanno fatto ricorso ai volti. Facendo riferimento al modello dello spazio dei volti multidimensionale basato sulla norma (nMDFS), quest’ultima rappresenta la tendenza centrale di tutte le dimensioni, e serve a discriminare i volti. Nel modello nMDFS, la relazione con l’elemento normalità permette di determinare la percezione di un volto e specificare l'aumento graduale della tipicità, accompagnato alla diminuzione della distanza dalla norma (DTN). I ricercatori hanno così trovato che l’ampiezza della P2 è sensibile alla tipicità del volto, con ampiezze progressivamente minori per i volti con DTN più elevato, indipendentemente dalla tipologia di volto presentato.
Non è solamente la familiarità del volto a influenzare l’ampiezza, bensì anche la connotazione dell’espressione facciale gioca un ruolo determinante. Infatti, è stato riscontrato che più i volti sono espressivi e non neutrali (es. felicità/curiosità), più aumenta l’ampiezza. Questi risultati suggeriscono percorsi temporali simili delle prime attività neurali in risposta alle espressioni percepite.

### Linguaggio
La P2 è anche coinvolta nei processi del linguaggio, compresi il vincolo sentenziale e l’aspettativa per una parola data.
In generale, le informazioni sensoriali che provengono dalle orecchie, dagli occhi e dalla superficie del corpo sono divise in modo che parte del segnale, almeno inizialmente, sia elaborato in uno dei due emisferi cerebrali. Le differenze lateralizzate portano questi input sensoriali ad essere poi analizzati differentemente nei due emisferi. La natura della memoria semantica a lungo termine nei due emisferi ha, di conseguenza, un ruolo importante in come i ambedue potrebbero elaborare il linguaggio.
Risultati da studi che utilizzano frasi o sentenze e non coppie di parole suggeriscono che l’emisfero sinistro utilizza ampiamente informazioni contestuali a livello di messaggio.
Per esempio, i processi dell’emisfero destro sono stati dimostrati essere meno sensitivi di quelli dell’emisfero sinistro alla congruenza semantica e sintattica ed anche al vincolo sentenziale. Ricercatori hanno notato che la componente della P2 variava con il livello di aspettativa di un elemento specifico in una sentenza per le presentazioni del campo visivo destro ma non per il sinistro, suggerendo quindi che l’emisfero sinistro del cervello potrebbe utilizzare informazioni contestuali per prepararsi all’analisi visiva di stimoli imminenti. Nell’emisfero sinistro, la P200 è più ampia (più positiva) per le frasi fortemente vincolate a prescindere dal fatto che la parola sia quell'attesa o meno. Questo è stato interpretato in modo da suggerire che l’emisfero sinistro in particolare utilizza meccanismi attenzionali top-down per prepararsi a elaborare parole che sono probabilmente attese. Rispetto a quelli bottom-up, che sono veloci e dipendono esclusivamente dalle proprietà di uno stimolo sensoriale, quelli top-down sono più lenti e richiedono uno sforzo maggiore. In alcuni casi (per esempio con figure invece che parole nelle frasi), ciò potrebbe anche riflettere la corrispondenza dell'input con l’aspettativa. 

### Altri stimoli visivi
La P2 è stata dimostrata essere suscettibile ad altre forme di processi cognitivi visivi. Ricercatori hanno registrato Potenziali evocati in risposta a immagini bidimensionali e tridimensionali non stereoscopiche in modo da studiare i correlati neuropsicologici della percezione della profondità. Queste immagini non stereoscopiche raffigurano la profondità usando disegni lineari, che possono essere percepiti come tridimensionali da un occhio, a differenza della percezione di profondità binoculare, che è il risultato di differenti angoli di visuale integrati tra i due occhi.
In questo studio, l’ampiezza della P2 era significativamente più larga nella condizione con la convessa tridimensionale e con le immagini concave invece che nella condizione con le immagini bidimensionali. Questi cambiamenti sono stati trovati grazie agli elettrodi presenti lungo le regioni parieto-occipitali bilaterali. Inoltre, le componenti anatomiche e funzionali della P2 suggeriscono che la percezione non-stereoscopica della profondità dalle figure concave e convesse potrebbe essere associata a un’attività aumentata della corteccia extrastriata e della corteccia visiva superiore, cioè la parte caudale della sponda laterale del solco intraparietale (CIP). 
Questo studio ha dimostrato che la P2 generata intorno alla regione della corteccia visiva è sensibile alla differenza tra le immagini bidimensionali e tridimensionali, senza l’utilizzo della profondità effettiva o delle informazioni integrate lungo entrambi gli occhi. 
Decisamente in linea con le osservazioni dei paradigmi tradizionali della ricerca visiva, l’applicazione degli studi della P2 alla ricerca sul linguaggio ha dimostrato che la sua ampiezza è suscettibile alla combinabilità ortografica e alla consistenza fonologica nella lettura di fonogrammi cinesi. Uno studio, utilizzando parole visivamente dissimili che non condividono radicali fonetici, ha dimostrato che nel gruppo di controllo sia le coppie di parole omofonetiche, sia quelle rimate, suscitano una P2 significativamente più ampia. Quindi, i risultati dimostrano che la P2 può essere modulata dalla fonologia lessicale. Un ulteriore studio ha dimostrato che l’alta combinabilità e consistenza dei caratteri cinesi suscita una minore ampiezza della P2 rispetto a una bassa combinabilità e consistenza dei caratteri. Questo suggerisce che i caratteri con un’alta combinabilità e un’alta consistenza facilitano gli stadi primari dei processi ortografici e fonologici, che a loro volta abbassano l’attivazione a livello percettivo e risultano in una P2 meno positiva. 

## Origine del segnale
La comunità scientifica negli anni si è poco concentrata nel cercare di comprendere da che area potesse originare questa componente.
I picchi di ERP, come quelli N1, sono dipendenti dalla modalità dello stimolo, e la P2 sembra essere simile per quanto riguarda le seguenti modalità: uditiva, visuale e somatosensoriale. Alcuni studi hanno trovato come sorgente di segnali P2, associati a Potenziali evocati (Potenziali evocati), zone adiacenti alla corteccia uditiva temporale.
È necessario considerare, però, due o più sorgenti per quanto riguarda la P2 in quanto il modello di sorgente a dipolo non si adatta ad una misurazione a sorgente singola; tale ipotesi è stata confermata anche da misurazioni MEG (magnetoencefalografia). È stato quindi possibile stimare l’origine del segnale P2 in posizione anteriore rispetto all’origine della componente N1.
In alcuni studi in cui sono state eseguite sia misurazioni MEG che EEG in cui si è arrivati a localizzare sorgenti P2 nel planum temporale, nell’area 22 di Broca e nella corteccia associativa uditiva.
L’origine della P2 è posta anteriormente a quella della N1. Nonostante ciò, è necessario interpretare con cautela tali risultati poiché la risoluzione a singolo dipolo rappresenta il centro dell’attività, ma l’attivazione neuronale può essere spiegata sia dal movimento dei dipoli nel tempo, che da dipoli multipli adiacenti, i quali, però, si attivano con tempistiche diverse. È però provato che N1e P2 originano da aree diverse che probabilmente svolgono funzioni diverse.
È stato inoltre trovato come un incremento di P2 mostri caratteristiche neuroplastiche, la cui attività risulta evidente solamente nel periodo successivo al sonno e che necessita anche di mesi per tornare a valori di baseline, al contrario della N1i cui valori decrescono finita la sessione sperimentale.
Una delle possibili regioni d’origine della P2 potrebbe anche essere la regione parieto-occipitale.

## Applicazioni Cliniche
Le diagnosi di demenza di Alzheimer (AD) sono aumentate esponenzialmente negli ultimi anni, di conseguenza si è sviluppata la necessità di un trattamento specifico e di una diagnosi precoce della malattia. La latenza del potenziale visivo flash P2 (FVEP-P2) potrebbe essere un utile mezzo per una diagnosi precoce e un possibile incipit di trattamento della malattia. La misura della latenza dell’onda P2 è significativamente maggiore in soggetti con diagnosi di malattia di Alzheimer ad esordio precoce e in soggetti affetti da demenza. Vi è una significativa differenza relativa all’ampiezza dell’onda P2 prodotta dal fascio di due luci; nello specifico quella filtrata blu ha prodotto una misura di ampiezza inferiore rispetto a quella bianca policromatica. Alla luce di ciò, è emersa una complicazione nel percorso di elaborazione che parte dalla corteccia visiva e il centro di associazione degli stimoli visivi. 
Inoltre è stato dimostrato nello studio che la latenza della FVEP-P2 è selettivamente ritardata in pazienti con diagnosi di Alzheimer, e anche in adulti sani a cui sono stati somministrati farmaci anticolinergici
Queste ricerche confermano che la luce bianca policromatica relativa alla produzione di FVEP-P2 rimane il gold standard se si vuole utilizzare la naturale variabilità della P2 come biomarcatore. Quindi la latenza dell’onda P2 indotta dal flash della luce può essere un buon strumento relativo alla diagnosi precoce delle demenze e della malattia di Alzheimer e risulta un valido indicatore del rischio d’incorrere e svilupparla. 
La latenza della FVEP-P2 possiede delle informazioni relative alla patologia specifiche e utili nella diagnosi di Alzheimer che, se appoggiate e comprovate da futuri studi, potrebbe rientrare in un processo di valutazione molto più ampio che include i risultati neuropsicologici relativi al liquido cerebrospinale e relativi all'imaging cerebrale.